# Odvážní bobříci
Odvážní bobříci byla undergroundová hudební skupina, která působila v Brně v letech 1981 – 1983. Skupinu založili spolužáci z filozofické fakulty Ivo Horák a Pavel Barša. První představení se odehrálo v listopadu 1981, v pětičlenné sestavě prvně před publikem hráli v únoru 1982.
Autorem hudby byl Ivo Horák zvaný „Velký bobr“, texty složili básníci Zdeněk Sotolář, Zbyněk Fišer a další.
Na konci roku 1982 ze skupiny odešli Heislar a Romanovský. Poté odešel také Vaverka a založil kapelu Black & White. Zbytek skupiny s klavíristou Martinem Dohnalem vystoupil v březnu 1983 v Praze pod jménem Elektrický vytěrák (nebo Eklektický vytěrák) a dále pokračovali v činnosti pod jménem Pro pocit jistoty.
Komplet nahrávek skupiny vydalo v roce 2009 vydatelství Guerilla Records. U osmnácti stop není jasné, jestli jde o koncertní či domácí nahrávky, zbylých osm nahrávek je z koncertu 23. března 1982.
V současné době výjimečně vystupují, hráli např. na undergroundové scéně na festivalu v Trutnově v roce 2013.

## Sestava
- Ivo Horák – zpěv, kytara, saxofon
- Pavel Barša – baskytara, saxofon
- Tomáš Heislar – bicí
- Julek Vaverka – saxofon
- Marcel Romanovský – perkuse

## Diskografie
- Odvážní bobříci, 2009, Guerilla Records